# Casa Barnekow
Casa Barnekow è uno storico edificio medievale di Anagni, situato lungo il corso centrale della città. Fu acquistato e restaurato nel XIX secolo dal barone svedese Albert Barnekow, che lo trasformò in un luogo profondamente simbolico e spirituale, ricco di elementi artistici, filosofici e alchemici. La sua peculiarità risiede nella Tribuna Albertina, una grande composizione marmorea incisa sulla facciata, in cui il barone esprime il suo percorso spirituale e politico attraverso pitture, simboli, lingue e iscrizioni ispirate all’alchimia, alla mistica cristiana e alla filosofia esoterica.

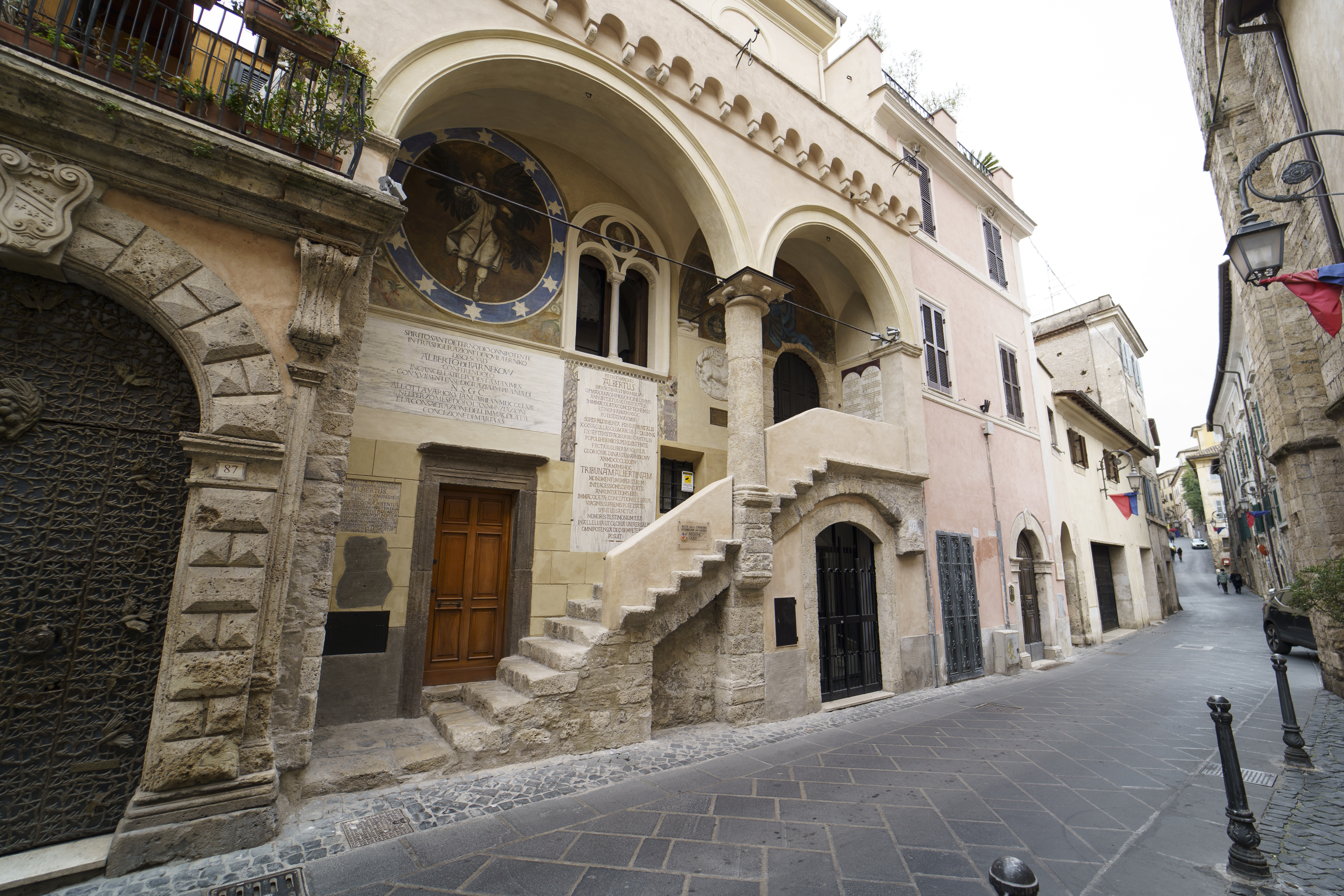
Facciata di Casa Barnekow con la Tribuna Albertina (foto di Simone Morini, CC BY-SA 4.0)

## Storia
L’edificio risale al XIII secolo ed era noto come Casa Gigli, dal nome della famiglia che lo abitò. Nel 1861 fu acquistato dal barone Albert Barnekow (1820–1889), pittore svedese, paggio alla corte di Carlo XIV di Svezia e sottotenente negli Ussari della Scania.
Barnekow giunse in Italia su incarico del re Oscar I di Svezia per copiare gli affreschi di Raffaello nelle stanze vaticane. Durante il suo soggiorno romano frequentò circoli artistici e intellettuali influenzati dalla tradizione spirituale svedese di Cristina di Svezia e dall’alchimia, che segneranno profondamente la sua evoluzione interiore.
A Roma conobbe Carolina Ascenzi, modella anagnina che sposò trasferendosi ad Anagni. Insieme vissero nella casa acquistata dal barone, che divenne anche luogo di una trasformazione esistenziale e di elevazione spirituale verso la perfezione nell'estasi della trascendenza.
Secondo lo storico anagnino Pietro Zappasodi, Barnekow avrebbe acquistato la casa con l’intento di “ritirarsi a vita appartata, contemplativa e filosofica, trasformando la dimora in un tempio dell’arte e dello spirito”.

## L'esperienza spirituale e la trasformazione alchemica
L’intervento decorativo di Barnekow sulla facciata dell’edificio non fu solo di natura artistica ma rappresentò un processo di trasfigurazione personale. Egli utilizzò il linguaggio dell’alchimia, della mistica cristiana e della simbologia esoterica per dare forma a una profonda esperienza spirituale che culminò in un ciclo pittorico visibile ancora oggi.
Uno degli episodi più significativi della sua vita fu l’incontro con l’Immacolata Concezione, che gli rivelò dieci messaggi di importanza spirituale e politica. Questi messaggi, scritti in tre lingue – svedese, italiano e francese – trattano della Grazia divina e del ruolo che Barnekow è destinato a svolgere nella salvezza della sua comunità e, secondo lui, dell’intera umanità.
Il barone fece incidere questi messaggi su tavole di marmo, secondo la tradizione alchemica, e le fece collocare in cima alla scala esterna di pietra che conduce all’ingresso della casa, affinché il visitatore ne fosse colpito al termine della salita.

## La Tribuna Albertina
La parete della scala esterna ospita la cosiddetta Tribuna Albertina, uno spazio fisico e spirituale che sintetizza l'intera visione mistica del barone. Al centro della loggia è collocata una grande lapide marmorea, suddivisa in righe di testo latino, che inizia con le parole: PATRUO MAGNO ALBERTUS... e termina con ...ONNIPOTENSIA DEO SEMPETERNO POSUIT. Si tratta di un'epigrafe altamente simbolica in cui Barnekow riconosce la sua missione spirituale, artistica e politica.
I testi affrontano temi universali e la responsabilità politica di Albert Barnekow che per realizzare la sua opera di "Massimo podestà sopra 30 secoli di storia (la città del popolo ernico - Anagni) si presenta come "il più grande anagnino per origine divina/ annunciato e consacrato all'Immacolata Concezione".
La Tribuna è incorniciata da decorazioni floreali, simboli cristiani e segni alchemici.

## L'Araba Fenice: rappresentazione della rinascita mistica
Sulla facciata principale, in un grande tondo coronato da stelle, campeggia la figura di un’Araba Fenice che risorge dalle fiamme. Questo simbolo, associato alla rigenerazione e alla trasmutazione spirituale, rappresenta la rinascita interiore del barone stesso attraverso l’arte, la fede e l’elevazione spirituale.

## Il tondo romano: la gigantomachia
All’interno della casa si conserva un tondo in stucco romano raffigurante la Gigantomachia, cioè l’assalto dei giganti all’Olimpo degli dèi. Questa scena, risalente verosimilmente al II–III secolo d.C. e proveniente probabilmente da Villamagna, un’antica villa imperiale nei pressi di Anagni, simboleggia la lotta cosmica tra materia e spirito e la vittoria del divino.

## Significati filosofici
Casa Barnekow riflette i riferimenti filosofici che ispirarono il barone, tra cui spicca la Città del Sole di Tommaso Campanella, utopia teocratica basata sulla comunione spirituale e la conoscenza esoterica, e l’influsso del Giansenismo, movimento che esaltava il rigore morale e la grazia divina come unico mezzo di salvezza.